# Seonggok-dong
Seonggok-dong (koreanska: 성곡동) är en stadsdel i staden Bucheon i provinsen Gyeonggi i den nordvästra delen av Sydkorea, 14 km väster om huvudstaden Seoul.